# Minas (departamento de Córdova)
Minas é um departamento da Argentina, localizado na província de Córdoba. Possuía, em 2019, 5.065 habitantes.